# Pişmaniye

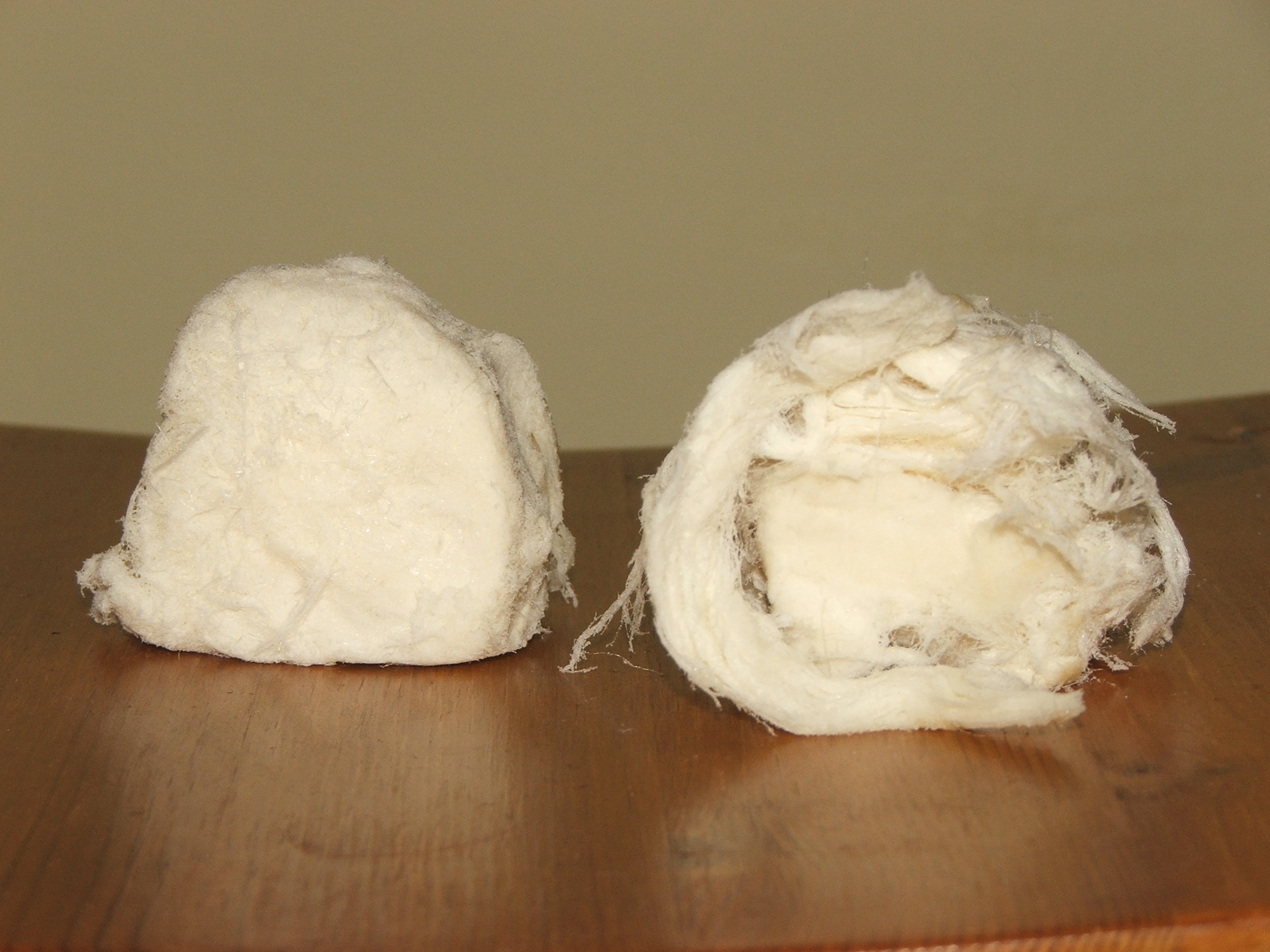
Pişmaniye

Pişmaniye, pishmaniye – deser kuchni tureckiej; rodzaj waty cukrowej zrobionej z mąki pszennej i cukru, z aromatem wanilii. Serwowany z niesłodzoną herbatą miętową.
Perskim odpowiednikiem tego deseru jest pashmak.